# Río Blackwater
El río Blackwater o Ulster Blackwater es un río que se encuentra principalmente en los condados de Armagh y Tyrone, en Irlanda del Norte. También forma parte de la frontera entre el Reino Unido y la República de Irlanda, fluyendo entre los condados de Tyrone y Monaghan, cruzando brevemente el condado de Monaghan. Nace al norte de Fivemiletown, en el condado de Tyrone. El río divide el condado de Armagh del condado de Tyrone y también divide el condado de Tyrone del condado de Monaghan.

## Curso
El río entra en el Lough Neagh al oeste de la isla de Derrywarragh y es navegable desde Maghery hasta Blackwatertown. El pequeño canal de Maghery entra en el Blackwater al sur de la isla de Derrywarragh. Cerca de allí, una pequeña zona de embarcaderos con una grada es el lugar del antiguo ferry de Maghery. Aproximadamente a 4 km del ferry de Maghery se encuentra la entrada al río 200 m más allá del puente de Bond. Justo después, en la orilla este, se encuentra una gran finca llamada The Argory, donada al National Trust por la familia MacGeough-Bond. El río Callan se une al Blackwater 1,6 km río arriba. Más adelante, en un recodo de la orilla este, se encuentra la entrada a la primera esclusa del canal del Ulster. Justo aguas arriba, el puente de Charlemont une el pueblo de Charlemont en la orilla oriental y The Moy en la occidental.
La longitud del Blackwater es de 91,3 km. Si el caudal del Blackwater se mide a través de su recorrido por el Lough Neagh, de 30 km, y hacia el mar por el Lower Bann, de 64,4 km, la longitud total es de 186,3 km. Esto convierte al Blackwater-Neagh-Bann en la corriente natural más larga del Ulster y es más larga que el Munster Blackwater.

## Pesca con caña
En la parte inferior del tramo, sobre todo aguas arriba del puente de Blackwatertown, abundan los peces, y hay un corto tramo de agua de buena pesca deportiva aguas abajo de la isla. Las poblaciones de peces para la pesca se están recuperando tras un plan de drenaje a finales de la década de 1980 y la restauración del ecosistema